# Emilio Penza
Emilio Penza Berlingieri (Durazno, 21 de abril de 1872 - Durazno, 29 de septiembre de 1960) fue un médico uruguayo.

## Biografía
Hijo de Orestes Penza Spinelli y Antonia Berlingieri. Contrajo nupcias con Pilar Eleuteria Ramos Ferreira (1902-1966), el 30 de noviembre de 1938.
Reconocido no solo por su labor como médico, sino también su promoción de la cultura y por su amor por los árboles, incentivando la plantación en el ornato público de  la ciudad de Durazno. Creador del Recreo Penza, fuente de diversidad de árboles, traídos en exclusiva por él.
Fue presidente de la Junta Económico Administrativa, presidió el Club Uruguay e integró el Ateneo de Durazno. Fue director del Hospital y presidió la Sociedad Médico Quirúrgica del Centro. Durante varios años ejerció la medicina en Guichón, departamento de Paysandú.
En reconocimiento a su obra a la ciudad de Durazno, el Hospital de la localidad, ha recibido su nombre, al igual que una de las calles céntricas, que pasa por delante de la que era su casa.